# Medalla Nachingwea
La medalla Nachingwea és una medalla atorgada pel govern de Moçambic en reconeixement del mèrit extraordinari. Porta el nom d'una ciutat al sud Tanzània, Nachingwea, que era la base principal del Frelimo durant la guerra d'independència de Moçambic.
Entre els moçambiquesos que han estat guardonats amb aquesta medalla hi ha l'escultor Alberto Chissano (1982), el pintor Malangatana Ngwenya (1984), i el poeta José Craveirinha (1985).